# Alkaios (mytologie)
Alkaios (latinsky Alcaeus) je v řecké mytologii jméno dvou hrdinů řeckých mýtů.

## Alkaios - syn Perseův
Byl synem hrdiny Persea a jeho manželky Andromedy. Stal se později králem v Tírynthu.
Oženil se s dcerou krále Pelopa Lýsidikou (Laonome) a měli spolu dceru Anaxó a syna Amfitryóna, který se po létech stal nevlastním otcem největšího hrdiny Hérakla.
Alkaiův vnuk Héraklés někdy užíval po svém dědovi příjmení Alkaidés.

## Alkaios - vnuk krále Mínóa
Byl synem Androgea, syna krétského krále Mínóa. Jeho otec Androgeós byl zabit na hrách v Athénách a z toho vznikla velká protivenství mezi oběma královstvími. Mínós vytáhl s vojskem proti Athénám, avšak došlo ke smíru, ovšem s krutým důsledkem pro Athény: každých devět let poté museli na Krétu dovézt sedm paniců a sedm panen, kteří byli předhozeni obludě Mínotaurovi.